# Bianchi Due litri
Der Bianchi Due litri ist ein Rennwagen. Hersteller war Bianchi aus Italien.

## Beschreibung
Bianchi beschloss 1922, erneut in den Rennsport einzusteigen. Die Eröffnung des Autodromo Nazionale di Monza im September 1922 kam zur rechten Zeit.
Die Fahrzeuge hatten einen Vierzylinder-Reihenmotor. 69,9 mm Bohrung und 130 mm Hub ergaben 1995 cm³ Hubraum. Bemerkenswert waren zwei Nockenwellen. Eine Automobilzeitschrift jener Zeit gibt 90 PS Leistung bei 5700 Umdrehungen in der Minute sowie 6000 Umdrehungen Maximaldrehzahl an. Eine Quelle meint, dass damit die Kolbengeschwindigkeit oberhalb des damals Möglichen lag. Der Rennfahrer Eugenio Silvani war, soweit bekannt, am Bau des Motors beteiligt. Eine andere Quelle nennt zwei obenliegende Nockenwellen und Doppelzündung.
Der Motor war vorne längs im Fahrgestell eingebaut und trieb die Hinterräder an.
Die Fahrzeuge waren als offene Monoposto karosseriert. Insgesamt entstanden mindestens drei Wagen.

## Motorsport
Bartolomeo Costantini, Eugenio Silvani und Caberto Conelli starteten am 22. Oktober 1922 beim I Gran Premio d’Autunno in Monza. Costantini wurde Dritter der Klasse bis 3000 cm³ Hubraum, während Conelli durch Unfall und Silvani durch technischen Defekt ausfielen.
Am 1. Juli 1923 errangen Roberto Cappelli und Giorgio Rubbietti die Plätze zwei und drei in ihrer Klasse. Ferruccio Zaniratti fuhr im selben Jahr ein Rennen auf der Rennstrecke von Mugello, wo er ausschied, und bei der Coppa della Consuma, wo er den zweiten Rang belegte.
A. G. Miller brach am 25. Oktober 1923 neun Weltrekorde für die 2-Liter-Klasse auf der Brooklands-Rennstrecke.
Am 13. April 1924 holte Tazio Nuvolari den Gesamtsieg auf dem Circuito del Tigullio. Zaniratti wurde am 17. Juli 1924 Zweiter seiner Klasse auf dem Circuito di Montenero bei Livorno.